# Budj Bim

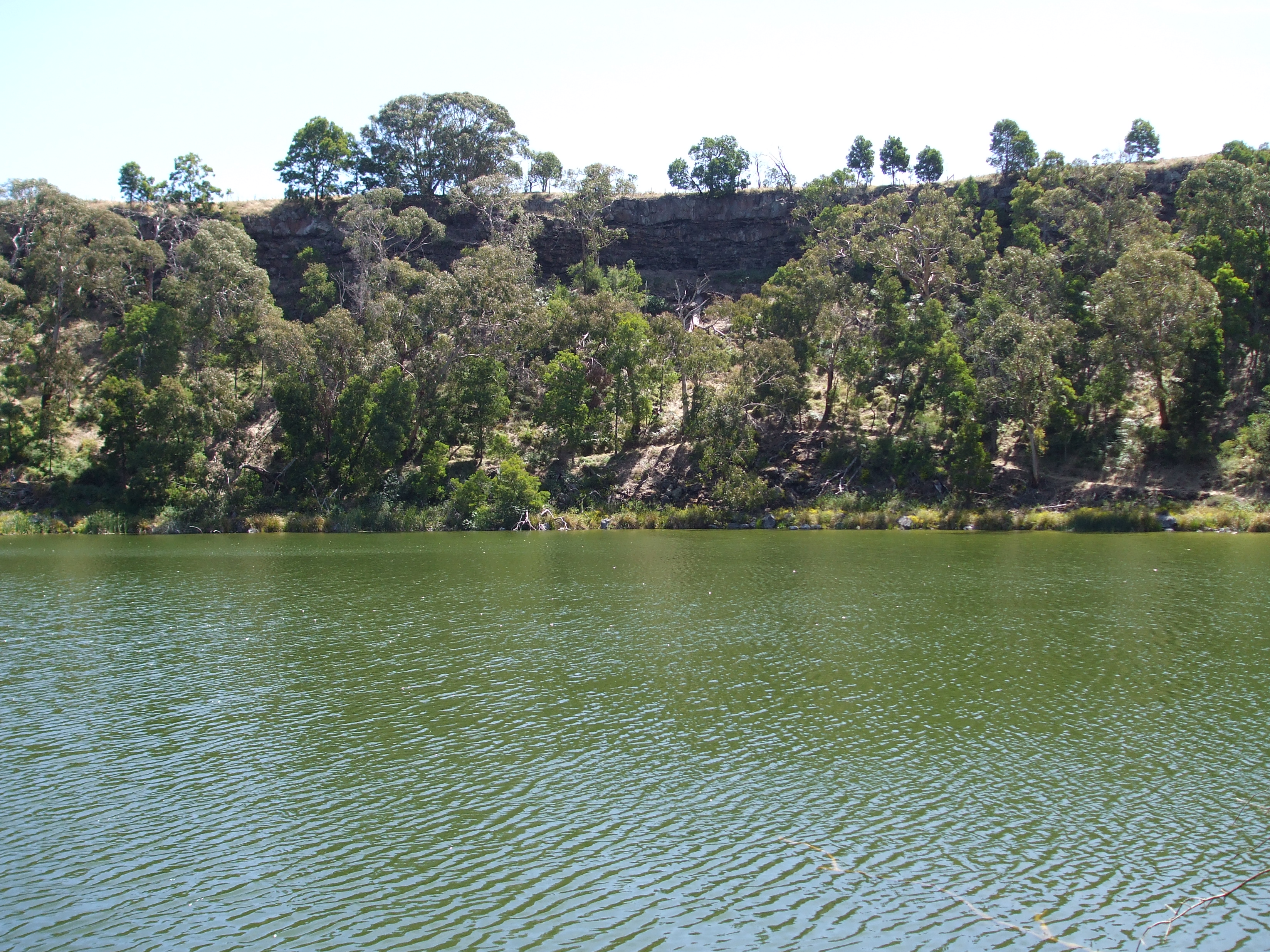
Lago Surpresa, Parque Nacional Budj Bim

Budj Bim, também conhecido como Monte Eccles, é um vulcão adormecido perto de Macarthur, no sudoeste de Victoria, Austrália. Encontra-se dentro da área geologicamente definida conhecida como Newer Volcanics Province, que é a área vulcânica mais jovem da Austrália e se estende do oeste de Victoria ao sudeste da Austrália Meridional.
Está situado dentro do Parque Nacional Budj Bim. Budj Bim é o nome Gunditjmara, que significa "cabeça alta". O pico aproximadamente cônico sobe 178 metros (584 pé). O pico é uma colina escória que foi lançada ao lado de um grupo de três crateras vulcânicas sobrepostas que agora contêm o Lago Surprise. Uma linha de crateras menores e cones de escória corre para o sudeste. Os fluxos de lava se estendem para formar um vulcão escudo e são alimentados por vários canais de lava, ou "canais de lava", como são conhecidos localmente. Esse fluxo de lava, conhecido como fluxo de lava Tyrendarra, mudou o padrão de drenagem da região e criou grandes pântanos.
Grandes áreas a oeste e sudoeste da montanha foram listadas como patrimônio. As áreas de patrimônio de Budj Bim incluem a Área Protegida Indígena Tyrendarra (declarada em dezembro de 2003), a Paisagem de Patrimônio Nacional de Budj Bim (adicionada à Lista de Patrimônio Nacional em julho de 2004) e a Paisagem Cultural de Budj Bim (designada como Patrimônio Mundial da UNESCO em julho 2019).

## Formação

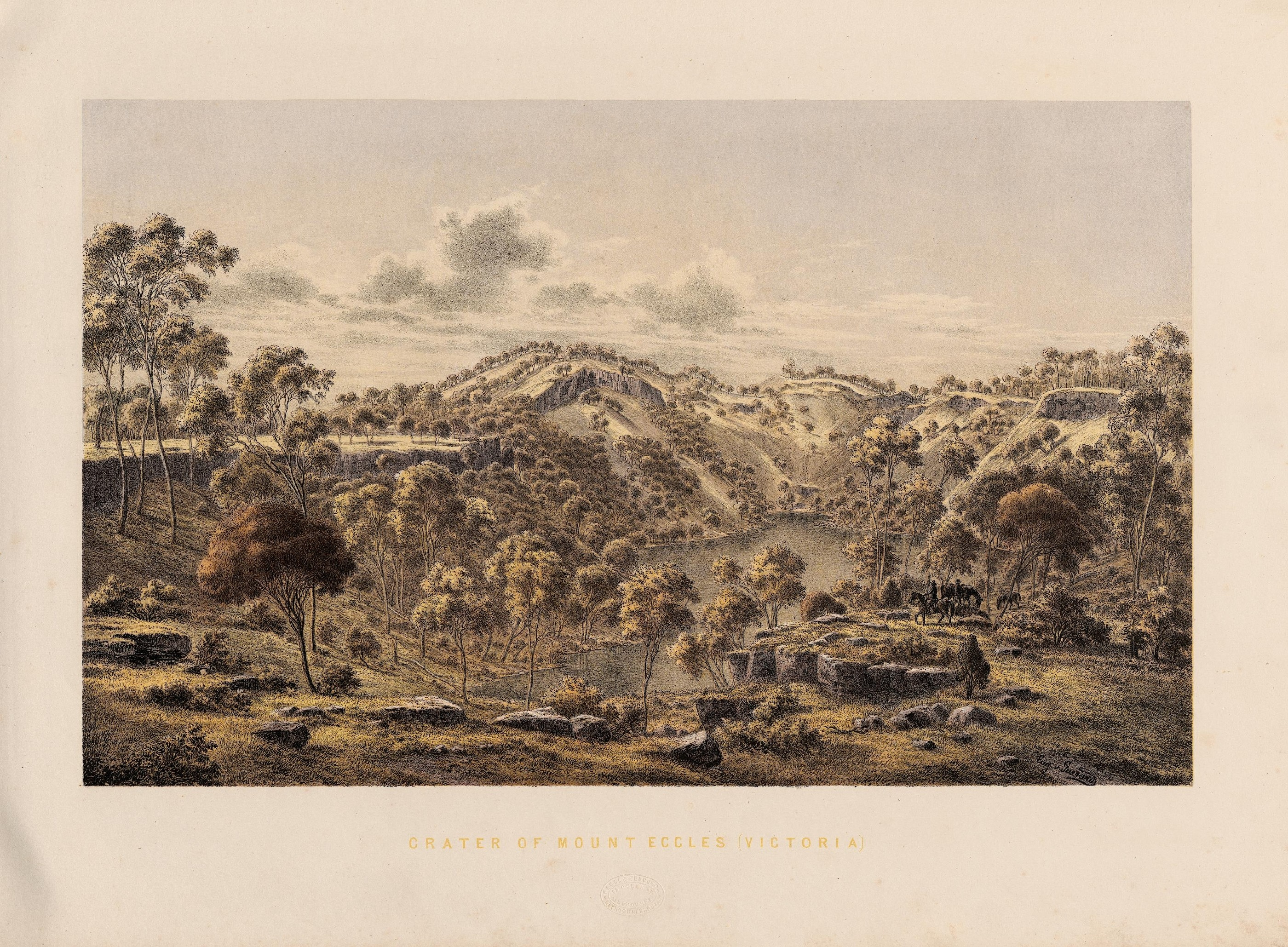
Cratera de Budj Bim

O vulcão fica dentro da Província Vulcânica Mais Nova, uma área definida por suas características geológicas. Isso cobre uma área de 15.000 km quadrados, com mais de 400 pequenos vulcões de escudo e aberturas vulcânicas, e contém os vulcões mais jovens da Austrália.
As estimativas iniciais da idade da erupção de Budj Bim foram todas "idades mínimas", baseadas em pântanos que se formaram algum tempo após a erupção e variaram de 6.000 a 27.000 anos BP. Evidências posteriores sugeriram que a erupção ocorreu há pelo menos 30.000 BP (usando sedimentos datados no fundo da cratera Lake Surprise ) e poderia ter ocorrido há 40.000 anos para o fluxo de lava Tyrendarra. Pesquisa publicada em fevereiro de 2020 usando datação argônio-argônio, um método de datação radiométrica, datou a erupção em cerca de 36.900 anos atrás. Especificamente, Budj Bim foi datado em 3.100 anos de cada lado de 36.900 anos BP, e Tower Hill foi datado de 3.800 anos de cada lado de 36.800 anos BP. Significativamente, devido à presença de artefatos humanos encontrados sob cinzas vulcânicas em Tower Hill, esta é uma "restrição de idade mínima para a presença humana em Victoria", e também pode ser interpretada como evidência para as histórias orais de Gunditjmara que falam de erupções vulcânicas sendo algumas das mais antigas tradições orais existentes.
As erupções produziram o fluxo de lava Tyrendarra, que fluiu geralmente na direção sul para o oceano em Tyrendarra, 50 quilômetros (31 mi) de distância. O fluxo interrompeu o sistema de drenagem anterior; a leste, o rio Fitzroy agora flui limpo entre as rochas do fluxo de lava e a escarpa do Monte Clay; a oeste, seu afluente Darlot Creek flui através de uma paisagem mais complexa de pântanos, pântanos e terrenos baixos adjacentes propensos a inundações. 
O pico sobe 178 metros.